# Само баламите бачкат
„Само баламите бачкат“ (на английски: Only Fools and Horses) е английски сериал, комедия, по идея и сценарий на Джон Съливан. Седемте сезона са оригинално излъчени по Би Би Си Уан във Великобритания през 1981 г. до 1991 г.

## Сюжет
„Само баламите бачкат“ проследява ежедневието на братята Тротър (Дел и Родни), дребни търговци, които с пикапа си на три колела пренасят стоки, купени от борсата на едро, за да ги пробутат на съкварталците си от бедното лондонско предградие Пекъм. Големият брат – Дел (Дейвид Джейсън) – е откровен мошеник и далавераджия, докато 13-години по-малкият Род (Никълъс Линдхърст) има интелектуални напъни, издържал е две матури в гимназията и е учил три седмици в Арт-колеж, преди Управата на колежа да направи внезапна проверка на възпитаниците си, да го залови в легло с азиатска мацка и цигара най-долнокачествена марихуана и да го изхвърли. Род не харесва живота, който води, но тъй като няма особен избор, е принуден да дели бедняшко жилище в блок „Нелсън Мандела“ с брат си и възрастния си Дядо (Ленърд Пиърс) и да вярва в мотото на брат си Дел: „Догодина по това време ще бъдем милионери“.

## „Само баламите бачкат“ В България
В България сериалът е излъчен по Нова телевизия на 1 юни 2004 г. с български дублаж. Екипът се състои от:
| Преводачи          | Златна Костова Людмил Тодоров                             |
| Редактор           | Габриела Георгиева                                        |
| Тонрежисьори       | Дора Маринова Ивайло Начев                                |
| Озвучаващи артисти | Анна Петрова Веселин Ранков Стефан Димитриев Даниел Цочев |